# 元禄小判

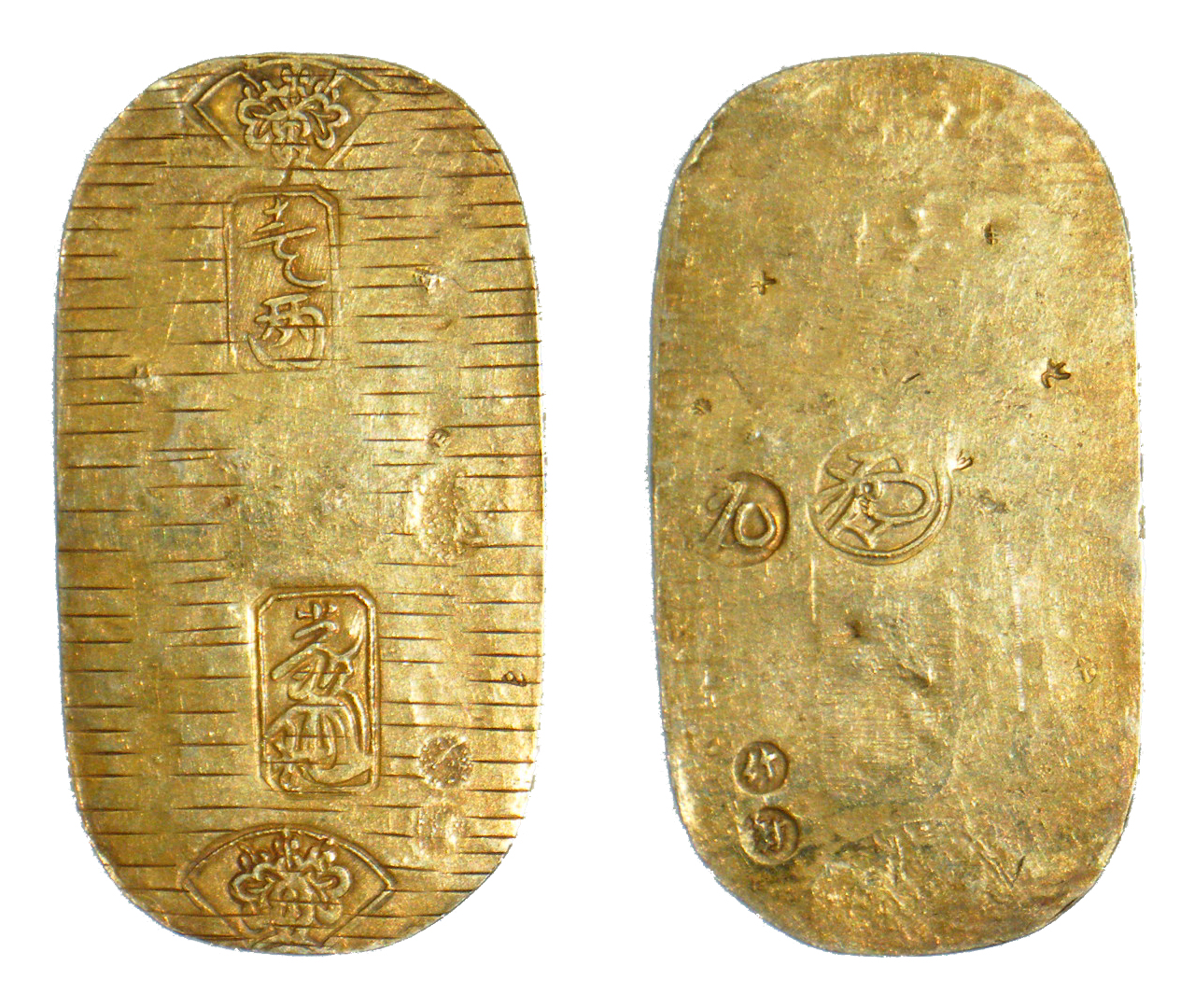
元禄小判

元禄小判（げんろくこばん）は、元禄8年9月10日（1695年10月17日）から通用開始された一両としての額面を持つ小判である。江戸時代の金貨としては慶長小判に次ぐものである。
また元禄小判、元禄一分判および元禄二朱判を総称して元禄金（げんろくきん）あるいは元字金（げんじきん/げんのじきん）と呼ぶ。同時に吹替えが行われた元禄銀と合わせて元禄金銀（げんろくきんぎん）と呼ぶ。

## 概要
表面には鏨（たがね）による茣蓙目が刻まれ、上下に桐紋を囲む扇枠、中央上部に「壹两」下部に「光次（花押）」の極印、裏面は中央に花押、下部の左端に小判師の験極印、吹所の験極印さらに花押の左に「元」字が打印されている。「元」字の最後の跳ねが長い長元と、短い短元が存在し、短元を京都で造ったものであるとする説もあったが、元禄金から京座や駿河座は存在せず江戸で造られたものであり、京都の小判師も江戸に呼ばれて小判の制作に参加したから、京の小判師の制作によるものとする考えもある。
佐渡の金座においても鋳造され、「佐」の極印が打たれた佐渡小判についての記録があり、小判師の験極印は「六」、「馬」、「沙」、吹所の験極印は「神」、「当」に限られるが現存は未確認であり、江戸鋳造のものと同品位であるから実際には「佐」の極印は打たれなかったと推定される。

## 略史
佐渡金山などからの産金は寛永年間を過ぎると衰退し始め、加えて、生糸貿易などにより金銀が海外へ流出し、新井白石の『本朝寳貨通用事略』によれば慶安元年/正保5年（1648年）より宝永5年（1708年）までの61年間に金2,397,600両余、銀374,209貫余としている。また、江戸時代初期から、慶安元年までの流出高については、詳しい記録がないが、白石が慶安年間以降の数値を元に推定した値によれば、慶長6年（1601年）から宝永5年までに、金6,192,800両余、銀1,122,687貫余としている（慶長6年（1601年）から正保4年（1647年）までは詳細な史料に欠くが、新井白石の推定によると金3,795,200両、銀748,478貫とされるが、金についてはこの時期は寧ろ輸入に転じていたとされるため信憑性に欠ける）。その数値の信憑性はともかく、金銀の流出高は多額に上ったことになる。
加えて人口増加・参勤交代などによる宿場町・街道筋の発達に伴う経済発展から全国的市場圏が形成されるようになり通貨不足が顕著になり始める。さらに、明暦3年（1657年）に江戸を焼き尽くした明暦の大火の復興に要した資金は、この時点では幕府の備蓄を枯渇させるものではなかったが、多額に登る出費は蓄えを激しく消耗させる一因であり、その後も有事に備えて御金蔵に備蓄されていた大法馬金（金銀分銅44貫）20個のうち延宝4年（1676年）に7個、天和元年（1681年）には10個を吹き潰して小判として出費し、これ以降幕府の蓄財は衰退の一途をたどり元禄年間には残りの大法馬金もすべて吹き潰されて出費された。また各地金山からの産出はすっかり衰退しており増産は望み薄であった。5代将軍徳川綱吉の代に入って、天領もこれ以降増加することなく約400万石と固定化され、一方で幕府の支出は増大する一方であった。
また、市場に流通する慶長小判は90年以上の流通により、磨耗、破損の著しいものが多くなり、切れ、軽め金などが大半を占めるようになり、修繕を必要とするものが多くなっていた。
また金座では、諸国金山からの産出の衰退に伴い、小判の鋳造も衰退し鋳造量による分一金収入に頼っていた金座人らは困窮することになり、寛文年間には、金座が老中の土屋数直に「世上何増倍の御徳用」と称して吹き替えを申し出たが、金銀は七宝の中でも最上のもので重宝されその品位を下げる提案を容易に行うべきでないと却下された。延宝7年（1679年）の土屋の死去を待って元禄年間に荻原重秀が御倹約を申し立てたときを好期とみて金座は再び吹き替えを申し出たとされる。
そこで勘定吟味役の荻原重秀は貨幣の金銀含有量を下げ、通貨量を増大させる吹替え（貨幣改鋳）を行った。これは品位を低下させるものであるため、その秘密保持の観点および改鋳利益を確実に取集するという目的から、慶長期には自宅家業である手前吹きであった貨幣鋳造方式を改め、江戸本郷霊雲寺近くの大根畑に建てられた吹所に金座人および銀座人を集めて鋳造が行われた。この吹替えは吹所の火災により元禄11年11月（1698年12月頃）に終了し、金座人および銀座人は京橋および京都両替町の金座および銀座に復帰したが、以後も小判師を金座に集めて鋳造を行わせる直吹方式に変更することとなった。
元禄8年8月7日（1695年9月14日）に出された金銀改鋳に関する触書は以下の通りであった。
- 一、金銀極印古く成候に付、可ニ吹直一旨被レ仰ニ出之一、且又近年山より出候金銀も多無レ之、世間の金銀も次第に減じ可レ申に付、金銀の位を直し、世間の金銀多出来候ため被ニ仰付一候事。
- 一、金銀吹直し候に付、世間人々所持の金銀、公儀へ御取上被レ成候にては無レ之候。公儀の金銀、先吹直し候上にて世間へ可レ出レ之候、至ニ其時一可ニ申渡一候事。以上

また、以下のように元禄金銀も、慶長金銀と等価に通用させるよう通達を出した。
- 一、今度金銀吹直し被ニ仰付一、吹直り候金銀、段々世間へ可ニ相渡一之間、在来金銀と同事に相心得、古金銀と入交、遣方・請取・渡・両替共に無レ滞用ひ可レ申、上納金銀も右可為ニ同事一

この吹替えは慶長小判2枚の地金に灰吹銀を加えて新たに小判3枚を鋳造すれば通貨量は1.5倍となり、かつ幕府には吹替えによる出目すなわち改鋳利益が得られるというものであった。ただし通貨の増大はインフレーションであり貨幣価値が低下するため、出目獲得と経済効果を狙った通貨増大は同時に達成できるものではないが、結果的には後述するように莫大な出目（通貨発行益）を幕府にもたらした。しかし交換に際し慶長金に対し1%の増歩しか付けられなかったため、交換は思うようには進捗せず、良質の慶長金を退蔵するものが多かったという。元禄金は量目（質量）こそ慶長金に等しかったが、金に対し密度の低い銀を多く含むため分厚く白っぽいものとなったため品位が低下したことは誰の目にも明らかであった。加えて脆く折れやすいものとなったため、評判は甚だ悪いものであった。
またこの吹替えにより、東北地方を中心とする米の不作による飢饉も重なり諸色の高騰を見た。さらに、丁銀の品位低下が4/5にとどまったのに対し、小判は2/3となったため、このアンバランスから元禄11年（1698年）頃より金一両=銀48-50匁前後と銀相場が高騰し金遣いの江戸では物価高騰は顕著であった。
この改鋳について通貨供給量増大という現代的観念を持出して評価する向きもあるが、通貨数量の増大とは何か、その意味や効果の究明を行わずに簡単に結論を出せるものではない。当時は中国や朝鮮など海外との交易では金銀は国際決裁手段として用いられていたのであり、中国人は長崎において日本の丁銀を南鐐銀である銀錠に改鋳して用い、朝鮮との取引でも人参代往古銀の鋳造を必要とするなど金銀の純分が重視される時代であった。これに伴い大坂の両替商など商人らの取引に於いても貨幣の素材価値が交換の媒体としての意味を失っておらず、当時の通貨の未発達な段階に於いて品位を低下させ名目価値を増大させても、実質価値としての通貨増大という経済的意義にはつながらないとする見方もある。
一方で幕府は銀、銭相場を抑え、金一両の貨幣価値を維持するため、元禄13年11月8日（1700年12月17日）に御定相場を金一両=銀60目に改正し、両替商に対し、金一両=銀58匁以下の銀高、金一両=銭3貫900文以下の銭高相場で取引することを禁じ、銭貨の増鋳を図った。しかし相場のような強い重力にも例えられるような力の働く作用に対し権力者が自由に操れるようなものではなく、両替商間の相場は変動し御定相場を維持することはできず、銀遣いの上方では銀が払底し市場は混乱した。
また元禄の吹替えによる幕府の得た利益は丁銀における出目を1両=60匁に換算して小判と合計すると、5,280,250両余となり、新井白石による推定値500万両および荻原重秀による推定値580万両も遠からずということになる。
その一方で商人の中には良質の慶長金を退蔵する者が多かったため（グレシャムの法則）、宝永5年3月（1708年4-5月頃）には増歩を3%に、宝永6年6月（1709年7月頃）からは10%まで引き上げ交換の促進に努力した。
小判および一分判の通用停止は享保2年末（1718年1月30日）であり、新金（正徳小判・享保小判）1両に対し、元禄金2両の割合で引替えられ、その引替えも享保4年（1720年）限りと以降は潰し金扱となった。

## 元禄一分判
元禄一分判（げんろくいちぶばん）は元禄小判と同品位、1/4の量目でもってつくられた長方形短冊形の一分判であり、表面は上部に扇枠の桐紋、中央に横書きで「分一」、下部に桐紋が配置され、裏面は「光次（花押）」の極印が打たれている。裏面の右上に「元」の年代印が打たれていることは小判と同様であり、元字一分判（げんじいちぶばん）とも呼ばれる。鋳造期間および通用期間は小判と同じである。

## 元禄二朱判
元禄二朱判（げんろくにしゅばん）は元禄小判と同品位、1/8の量目でもってつくられた長方形短冊形の二朱判であり、表面は上部に扇枠の桐紋、下部に横書きで「朱二」、裏面は「光次」とその右上に「元」の極印が打たれている。
元禄10年6月晦日（1697年8月16日）にはそれまでの一分判に加えて、慶長金には存在しなかった二朱判を鋳造開始し、同7月9日から通用開始された。
従来、一分判未満の取引には寛永通寳1,000枚近くが必要であったが、この新たな額面の貨幣は小額の取引には重宝するものであった。しかも二朱判への両替は元禄金（元禄小判、元禄一分判）に限定し、この元禄金の優位性つまり元禄小判の所有者のみその利便性を享受できるものとして慶長金の引替回収を図ろうとする幕府の目論見でもあった。
通用が延期された小判および一分判とは異なり、二朱判は宝永の吹替えに伴い宝永7年4月15日（1710年5月13日）に通用停止となった。

## 元禄金の量目および品位
| 金銀 | 4.76匁 |
|      |        |

### 量目
小判の規定量目は慶長小判と同じく四匁七分六厘（17.76グラム）であり、一分判は一匁一分九厘（4.44グラム）、二朱判は五分九厘五毛（2.22グラム）である。
多数量の実測値の平均は、小判4.75匁（度量衡法に基づく匁、17.81グラム）、一分判1.19匁（同4.46グラム）、二朱判0.59匁（同2.21グラム）である。
太政官による『旧金銀貨幣価格表』では、拾両当たり量目5.71252トロイオンスとされ、小判1枚当たりの量目は17.77グラムとなる。

### 品位
規定品位は七十六匁七分位（金44匁につき銀32匁7分、金57.37%、銀42.63%）である。
明治時代、太政官のもと旧金座において江戸時代の貨幣の分析が行われた。また、造幣局においても分析が行われた。元禄金の分析値の結果は以下の通りであった。
| 貨種   | 成分 | 規定品位 | 太政官 | ディロン | 甲賀宜政 |
| ------ | ---- | -------- | ------ | -------- | -------- |
| 小判   | 金   | 57.37%   | 56.41% | 56.40%   |          |
| 小判   | 銀   | 42.63%   | 43.19% | 43.20%   |          |
| 小判   | 雑   | -        | 0.40%  |          |          |
| 一分判 | 金   | 57.37%   | 同上   |          |          |
| 一分判 | 銀   | 42.63%   | 同上   |          |          |
| 一分判 | 雑   | -        | 同上   |          |          |
| 二朱判 | 金   | 57.37%   | 同上   | 56.30%   |          |
| 二朱判 | 銀   | 42.63%   | 同上   | 43.20%   |          |
| 二朱判 | 雑   | -        | 同上   |          |          |

雑分は銅、鉛などである。
このような銀含有量の多い合金は青みを帯びた淡黄色を呈するため、表面を金色に見せる、色揚げが行われた。すなわち、小判に食塩、焔硝（硝酸カリウム）、緑礬（硫酸鉄）、丹礬（硫酸銅）、硼砂および薫陸（インド乳香、カンラン科のBoswellia serrataの樹脂）を梅酢で溶いた物を小判に塗り、炭火で焙ることを繰り返す操作であった。これによって表面の銀分を消失させ金濃度を上げていた。

## 元禄金の鋳造量
『吹塵録』によれば、小判および一分判、二朱判の合計で13,936,220両1分である。『大賀六兵衛記』では元禄8年から宝永7年までの鋳造高を14,012,000両としている。
二朱判の元禄10年中の鋳造高は凡そ200,000両（約1,600,000枚）と記録されている。
また佐渡判は元禄14年（1701年）より宝永7年（1710年）の鋳造高は小判、一分判、二朱判を合わせて206,565両1分と推計される。
吹替えにより幕府が得た出目（改鋳利益）は4,276,800両であった。また金座における鋳造手数料である分一金（ぶいちきん）は鋳造高1000両につき、手代10両、金座人10両2分、吹所棟梁4両3分であった。